# Lesiëm
I Lesiëm sono una band tedesca formata da Sven Meisel e Alex Wende nel 1999. Il gruppo fonde e mescola diversi tipi di musica come pop, rock, new Age arrivando al canto gregoriano.
L'album d'esordio Mystic, Spirit, voices viene pubblicato nel 2000. Quando venne pubblicato negli Stati Uniti nel 2002 raggiunse la posizione numero 7 nella U.S. Billboard charts. Il secondo album Chapter 2, viene pubblicato nel 2001 in Europa e negli Stati Uniti nel 2003 con il nome Illumination.

## Discografia
- Mystic, Spirit, Voices, Monopol Records

1. "Lesiem"	(5:05)	- Wende, A. / Westland, H. / Pflanz, T.
2. "Occultum" 	(3:50)	- Wende, Alex / Pflanz, Thomas
3. "Fundamentum" 	(4:46)	- Wende, Alex / Pflanz, Thomas
4. "Vivere" 	(4:02)	- Wende, Alex / Pflanz, Thomas
5. "Open Your Eyes"	(4:12)	- Wende, A. / Pflanz, T. / Beyers, B.
6. "Indalo" 	(3:54)	- Wende, Alex / Pflanz, T. / Sihlabeni, L.
7. "Liberta" 	(4:26)	- Wende, Alex / Planz, T. / Härtl, M.
8. "Miracle Eyes" 	(4:02)	- Westland, Henning / Pflanz, T. / Pabst, D.
9. "Una Terra" 	(4:12)	- Westland, Henning / Pflanz, Thomas
10. "Mater Gloria" 	(3:52)	- Wende, Alex / Pflanz, Thomas
11. "Veni Creator Spiritus" 	(4:46)	- Härtl, Matthias
12. "Lacrimosa" 	(4:34)	- Härtl, Matthias
13. "Floreat" 	(5:08)	- Westland, Henning / Pflanz, T. / Arison, M.
14. "In Taberna Mori" 	(4:00)	- Härtl, Matthias
15. "Ave Fortuna" 	(5:08)	- Wende, Alex / Pflanz, Thomas
16. "Liberta" (Choir version) 	(4:27)	- Wende, Alex / Planz, T. / Härtl, M.

- Chapter 2, Monopol Records

1. "Agnus Dei" (00:53)
2. "Pater Patriae" (04:07)
3. "Navigator" (03:48)
4. "Africa" (04:08)
5. "Roma" (04:07)
6. "Diva" (03:58)
7. "Aureus" (04:07)
8. "Coloris" (03:28)
9. "Paradisus" (03:27)
10. "Poeta" (04:39)
11. "La Rose" (05:08)
12. "Britannia" (03:58)
13. "Agnus Dei" (00:38)

- Times, Monopol Records

1. "Humilitas"   (4:05)
2. "Temperantia"   (4:01)
3. "caritas"   (4:23)
4. "Fides"   (5:25)
5. "Justitia"   (4:21)
6. "PATIENTIA"   (4:17)
7. "Spes"   (3:49)
8. "Prudentia"   (4:47)
9. "Times"   (4:24)
10. "Invidia"   (4:00)
11. "Vanitas"   (4:41)
12. "Fortitudo"   (4:33)
13. "Bonitas"   (5:53)